# Erysimum boreale
Erysimum boreale är en korsblommig växtart som beskrevs av Carl Anton von Meyer och Franz Josef Ivanovich Ruprecht. Erysimum boreale ingår i släktet kårlar, och familjen korsblommiga växter. Inga underarter finns listade i Catalogue of Life.